# Glypta nuda
Glypta nuda är en stekelart som beskrevs av Dasch 1988. Glypta nuda ingår i släktet Glypta och familjen brokparasitsteklar. Inga underarter finns listade i Catalogue of Life.